# Стоян Дуков
Стоян Дуков е български художник-аниматор, режисьор и сценарист. Един от създателите на българската анимационна школа. Негов син е известният коафьор Дим Дуков.

## Биография
Завършва специалност Плакат в Художествената академия в София при Александър Поплилов.

## Творчество
Ученик е на Тодор Динов. Режисьор е на 43 авторски филма и сценарист на 9 филма.
Сред най-известните му анимационни филми са:
- 1963 – „Ябълката“ (в съавторство с Тодор Динов, първи филм в кариерата на Дуков)
- 1967 – „Къщи-крепости“
- 1973 – „Това е животът (Се ля ви)“
- 1976 – „Мимоходом (Ан пасан)“, „Музикална история“
- 1978 – „Февруари“ (за който получава Наградата за анимационно кино на Съюза на българските филмови дейци)
- 1979 – „Га“
- 1986 – „Март“

Рисувал е множество карикатури, илюстрации и плакати, но първата си самостоятелна изложба прави едва по повод 70-годишния си юбилей. През септември 2010 г. прави в София съвместна изложба, озаглавена „Класици на българската карикатура“, заедно с Велин Андреев, Генчо Симеонов, Иван Веселинов и Милко Диков.